# 固着环肋螺
固着环肋螺（学名：Plectotropis sedentaria），是柄眼目扁蜗牛科环肋螺属的一种。主要分布于中国大陆，常栖息在山区，丘陵地带山坡灌木丛、草丛中、落叶、石块或岩石缝隙中。